# Чистов Павло Васильович
Павло Васильович Чистов (1905 , Кондиріноd, Клинський повітd, Московська губернія, Російська імперія  — 1982 , Москва ) — радянський діяч органів державної безпеки. Депутат, член постійної комісії законодавчих передбачень  Верховної Ради УРСР 1-го скликання. Кандидат у члени ЦК КП(б)У (1938–1940). Депутат Верховної Ради СРСР 1-го скликання.

## Біографія
Народився 1905 року в сім'ї маляра в селі Кондиріно Клинського повіту, тепер Московська область, Росія. Навчався в гімназії, закінчив три класи школи другого ступеня в Москві. З травня 1922 року по липень 1923 працював маляром у приватних осіб.
У липні 1923 — вересні 1925 року — реєстратор відділення іноземної реєстратури Іноземного відділу ДПУ СРСР. У вересні 1925 — липні 1927 року — на навчанні в Московській губернській радпартшколі.
Член ВКП(б) з квітня 1926 року.
З 1 вересня 1927 року до 1 січня 1928 року служив помічником уповноваженого 2-го відділення Інформаційного відділу і Політконтролю ОДПУ СРСР. З 1 січня по 5 жовтня 1928 року був уповноваженим 5-го відділення тих же відділів.
З жовтня 1928 по серпень 1934 року служив в органах держбезпеки в Сибіру, був уповноваженим Іркутського окружного відділу ОДПУ в Усольському районі (1928–1929), начальником Інформаційного відділу Іркутського окружного відділу ОДПУ (1929–1930), начальником 3-го відділення Інформаційного відділу, начальником 3-го, а потім 2-го відділення Обліково-статистичного відділу Повноважного представництва ОДПУ по Сибірському краю (1930). У жовтні 1930 — 1931 році — начальник Інформаційного відділу оперативного сектора ОДПУ по Західно-Сибірському краю. У 1931 році працював начальником 3-го, потім 2-го відділення Інформаційного відділу Повноважного представництва ОДПУ по Західно-Сибірському краю. У березні 1931 — 1933 році — начальник 2-го відділення Секретно-політичного відділу Повноважного представництва ОДПУ по Західно-Сибірському краю. У 1933 році працював помічником начальника Секретно-політичного відділу Повноважного представництва ОДПУ по Західно-Сибірському краю.
14 травня 1933 — 10 липня 1934 року — начальник Барнаульського оперативного сектора ОДПУ, 10 липня 1934 — 23 серпня 1934 року — начальник Барнаульського оперативного сектора НКВС СРСР.
23 серпня 1934 — 29 вересня 1936 року — начальник Секретно-Політичного відділу Управління державної безпеки УНКВС Челябінської області. 25 жовтня 1935 — 29 вересня 1936 року — помічник начальника УНКВС Челябінської області. 29 вересня 1936 — 22 травня 1937 року — помічник начальника УНКВС Свердловської області. 22 травня — 29 липня 1937 року — заступник начальника УНКВС Свердловської області.
29 липня 1937 — 26 лютого 1938 року — начальник УНКВС Челябінської області.
26 лютого 1938 — 1 лютого 1939 року — начальник УНКВС Донецької-Сталінської області. 
26 червня 1938 року обраний депутатом Верховної Ради УРСР 1-го скликання по Маріупольській міській виборчій окрузі № 272 Сталінської області. На початку 1939 року проти Чистова Генеральною прокуратурою СРСР було порушено справу за звинуваченням у проведенні незаконних масових репресій, але незабаром вона була закрита.
8 березня — 17 червня 1939 року — заступник начальника Управління будівництва Куйбишевського гідровузла і начальника Самарського виправно-трудового табору НКВС, 17 червня 1939 — 11 жовтня 1940 року — начальник Управління будівництва Куйбишевського гідровузла і начальник Самарського виправно-трудового табору НКВС. 11 жовтня 1940 — липень 1941 року — начальник Витегорського виправно-трудового табору НКВС.
У липні 1941 року Чистов був призначений заступником начальника Головного управління оборонних робіт НКВС СРСР. 23 серпня 1941 року став начальником 4-го (Південно-західного) управління будівництва оборонних споруд зі штабом в місті Суми Української РСР. У завдання Чистова входило будівництво оборонних споруд для радянських військ на ділянці Брянськ — Чернігів.

## Під час німецько-радянської війни
Зі свідчень Чистова, які надавалися на слідстві після війни, 2 вересня 1941 року він виїхав на легковому автомобілі зі штабу Південно-Західного фронту в Конотоп. На околиці села Бистрик вранці наступного дня машина Чистова була обстріляна німецькими солдатами, що знаходилися в тилу радянських військ. Чистов здався в полон. У нього були відібрані особисті та офіційні документи, ордени і особиста зброя. На першому допиті, за словами Чистова, партійний квиток йому повернули, після чого він зумів його непомітно знищити. На допитах Чистов розповідав, що німцям він представився майором Червоної армії, інженером-гідротехніком, але це суперечить тим відомостям, які проголошувалися німецькою пропагандою. Про взяття в полон Чистова повідомляли німецьке інформаційне бюро, берлінська газета «Новое слово» за 28 вересня 1941 року в статті «Червоний генерал Чистов у полоні». У момент арешту Чистов назвався саперним генералом і дав свідчення про оборонні споруди під Брянськом, залучення до їх будівництва робочої сили, обстановку в штабі Південно-Західного фронту, переведення автозаводу імені Сталіна (пізніше — ЗІЛ) на випуск танків.
Чистов перебував в ув'язненні в таборах 1-А (Сувалки) та 1-Б (Гогенштейн). 4 грудня 1943 року заарештований гестапо за ведення антифашистської пропаганди, до лютого 1944 року перебував у тюрмі гестапо в місті Алленштейн (тепер Ольштин), пізніше — в'язень концентраційних таборів Штуттгоф і Маутхаузен.
За іншими даними, що використовувалися в обвинуваченні МГБ, Чистов погодився на співпрацю з німцями, був старшим команди табірної лазні, розробляв проект і керував будівництвом цієї лазні та житлових бараків.
|  | У таборі іменував себе інженером-будівельником, поводився пасивно по відношенню до підпільної роботи і тільки в 1945 році, незадовго до звільнення приєднався і працював в підпіллі. |

## Після війни
7 травня 1945 року звільнений американськими військами, після чого його передали представникам СРСР. Знаходився на перевірці в перевірочно-фільтраційному таборі НКВС у Подольську. 21 вересня 1946 року був заарештований, засуджений Особливою нарадою при НКВС на 15 років таборів. Спочатку Чистов утримувався у виправно-трудовому таборі в Туймазах. У 1950–1955 роках відбував покарання в особливому таборі «Береговий», де працював нормувальником. 5 листопада 1955 року по рішенню Магаданського обласного суду Чистов був умовно-достроково звільнений та відправлений на безстрокове заслання в селище Кадикчан Сусуманського району Магаданської області. У червні 1956 року був звільнений із заслання. 
У листопаді 1957 року повернувся в Москву, де до виходу на пенсію працював бухгалтером. Неодноразово подавав клопотання про реабілітацію, які всі вони були відхилені.
Помер 1982 в Москві.

## Звання
- старший лейтенант держбезпеки (25.12.1935)
- капітан держбезпеки (20.12.1936)
- майор держбезпеки (22.08.1937)

## Нагороди
- орден Леніна (19.12.1937)
- орден «Знак Пошани» (26.04.1940)
- медаль «XX років Робітничо-Селянській Червоній Армії» (1938)
- знак Почесний працівник ВЧК-ГПУ (XV) (20.12.1932)